# Diego Alexander Gómez Amarilla
Diego Alexander Gómez Amarilla (Asunción, 27 marzo 2003) è un calciatore paraguaiano, centrocampista del Brighton e della nazionale paraguaiana.

## Caratteristiche tecniche
Gioca come centrocampista centrale, spicca tecnicamente nel servire i compagni in zona goal e ad inserirsi in area di rigore.

## Carriera

### Club

#### Libertad
Cresciuto nel settore giovanile del Libertad, debutta in prima squadra il 4 maggio 2022, in occasione dell'incontro della Coppa Libertadores perso per 1-0 contro il Caracas. Nella stagione 2023-2024 gioca da titolare segnando 6 goal, vince la Division Profesional.

#### Inter Miami
Il 19 luglio 2023 viene acquistato dall'Inter Miami per 2,7 milioni di euro con cui firma un contratto fino al 30 giugno 2026, con opzione per prolungare l'anno successivo. La prima stagione realizza 3 reti, contribuendo fin da subito il 19 agosto alla vittoria della Leagues Cup segnando un goal ai rigori contro il Nashville. Lascia la compagine statunitense al termine della stagione 2024, dopo aver raccolto complessivamente 40 presenze condite da 7 reti.

#### Brighton
Il 10 dicembre 2024, a stagione conclusa, il Brighton ne comunica l'acquisto a titolo definitivo dall'Inter Miami, facendogli sottoscrivere un contratto pluriennale valido a partire dal 1º gennaio 2025.

### Nazionale
Nel 2023 ha partecipato al campionato sudamericano Under-20.
Il 31 agosto 2022 ha esordito con la nazionale paraguaiana, disputando l'amichevole vinta per 0-1 contro il Messico.
Il 10 settembre 2024 ha realizza il suo primo gol con la selezione paraguaiana decidendo la sfida vinta 1-0 contro il Brasile.

## Statistiche

### Presenze e reti nei club
Statistiche aggiornate al 7 gennaio 2023.
| Stagione           | Squadra            | Campionato         | Campionato | Campionato | Coppe nazionali | Coppe nazionali | Coppe nazionali | Coppe continentali | Coppe continentali | Coppe continentali | Altre coppe | Altre coppe | Altre coppe | Totale | Totale |
| Stagione           | Squadra            | Comp               | Pres       | Reti       | Comp            | Pres            | Reti            | Comp               | Pres               | Reti               | Comp        | Pres        | Reti        | Pres   | Reti   |
| ------------------ | ------------------ | ------------------ | ---------- | ---------- | --------------- | --------------- | --------------- | ------------------ | ------------------ | ------------------ | ----------- | ----------- | ----------- | ------ | ------ |
| 2022               | Libertad           | PD                 | 21         | 2          |                 | -               | -               | CL                 | 5                  | 0                  |             | -           | -           | 26     | 2      |
| gen.-lug. 2023     | Libertad           | PD                 | 19         | 3          |                 | -               | -               | CL+CS              | 6+1                | 1+0                |             | -           | -           | 26     | 4      |
| Totale Libertad    | Totale Libertad    | Totale Libertad    | 40         | 5          |                 | -               | -               |                    | 12                 | 1                  |             | -           | -           | 52     | 6      |
| lug.-dic. 2023     | Inter Miami        | MLS                | 5          | 1          | USOC            | 2               | 0               | -                  | -                  | -                  | LC          | 5           | 0           | 12     | 1      |
| 2024               | Inter Miami        | MLS                | 15         | 3          | -               | -               | -               | CCC                | 4                  | 1                  | LC          | 2           | 2           | 21     | 6      |
| Totale Inter Miami | Totale Inter Miami | Totale Inter Miami | 20         | 4          |                 | 2               | 0               |                    | 4                  | 1                  |             | 7           | 2           | 33     | 7      |
| Totale carriera    | Totale carriera    | Totale carriera    | 60         | 9          |                 | 2               | 0               |                    | 16                 | 2                  |             | 7           | 2           | 85     | 13     |

### Cronologia presenze e reti in nazionale
| Cronologia completa delle presenze e delle reti in nazionale ― Paraguay | Cronologia completa delle presenze e delle reti in nazionale ― Paraguay | Cronologia completa delle presenze e delle reti in nazionale ― Paraguay | Cronologia completa delle presenze e delle reti in nazionale ― Paraguay | Cronologia completa delle presenze e delle reti in nazionale ― Paraguay | Cronologia completa delle presenze e delle reti in nazionale ― Paraguay | Cronologia completa delle presenze e delle reti in nazionale ― Paraguay | Cronologia completa delle presenze e delle reti in nazionale ― Paraguay |
| Data                                                                    | Città                                                                   | In casa                                                                 | Risultato                                                               | Ospiti                                                                  | Competizione                                                            | Reti                                                                    | Note                                                                    |
| ----------------------------------------------------------------------- | ----------------------------------------------------------------------- | ----------------------------------------------------------------------- | ----------------------------------------------------------------------- | ----------------------------------------------------------------------- | ----------------------------------------------------------------------- | ----------------------------------------------------------------------- | ----------------------------------------------------------------------- |
| 31-8-2022                                                               | Atlanta                                                                 | Messico                                                                 | 0 – 1                                                                   | Paraguay                                                                | Amichevole                                                              | -                                                                       | 71’                                                                     |
| 23-9-2022                                                               | Wiener Neustadt                                                         | Emirati Arabi Uniti                                                     | 0 – 1                                                                   | Paraguay                                                                | Amichevole                                                              | -                                                                       | 89’                                                                     |
| 27-3-2023                                                               | Santiago del Cile                                                       | Cile                                                                    | 3 – 2                                                                   | Paraguay                                                                | Amichevole                                                              | -                                                                       | 72’                                                                     |
| 18-6-2023                                                               | Asunción                                                                | Paraguay                                                                | 2 – 0                                                                   | Nicaragua                                                               | Amichevole                                                              | -                                                                       | 60’                                                                     |
| 7-9-2023                                                                | Ciudad del Este                                                         | Paraguay                                                                | 0 – 0                                                                   | Perù                                                                    | Qual. Mondiali 2026                                                     | -                                                                       | 66’                                                                     |
| 16-11-2023                                                              | Santiago del Cile                                                       | Cile                                                                    | 0 – 0                                                                   | Paraguay                                                                | Qual. Mondiali 2026                                                     | -                                                                       | 38’ 62’                                                                 |
| 21-11-2023                                                              | Asunción                                                                | Paraguay                                                                | 0 – 1                                                                   | Colombia                                                                | Qual. Mondiali 2026                                                     | -                                                                       | 66’                                                                     |
| 6-9-2024                                                                | Montevideo                                                              | Uruguay                                                                 | 0 – 0                                                                   | Paraguay                                                                | Qual. Mondiali 2026                                                     | -                                                                       | 61’                                                                     |
| 10-9-2024                                                               | Asunción                                                                | Paraguay                                                                | 1 – 0                                                                   | Brasile                                                                 | Qual. Mondiali 2026                                                     | 1                                                                       | 45’ 66’                                                                 |
| 15-10-2024                                                              | Asunción                                                                | Paraguay                                                                | 2 – 1                                                                   | Venezuela                                                               | Qual. Mondiali 2026                                                     | -                                                                       | 80’                                                                     |
| 19-11-2024                                                              | El Alto                                                                 | Bolivia                                                                 | 2 – 2                                                                   | Paraguay                                                                | Qual. Mondiali 2026                                                     | -                                                                       | 65’ 83’                                                                 |
| 25-3-2025                                                               | Barranquilla                                                            | Colombia                                                                | 2 – 2                                                                   | Paraguay                                                                | Qual. Mondiali 2026                                                     | -                                                                       | 90+4’                                                                   |
| 5-6-2025                                                                | Asunción                                                                | Paraguay                                                                | 2 – 0                                                                   | Uruguay                                                                 | Qual. Mondiali 2026                                                     | -                                                                       | 76’                                                                     |
| 10-6-2025                                                               | San Paolo                                                               | Brasile                                                                 | 1 – 0                                                                   | Paraguay                                                                | Qual. Mondiali 2026                                                     | -                                                                       | 61’                                                                     |
| Totale                                                                  |                                                                         | Presenze                                                                | 14                                                                      |                                                                         | Reti                                                                    | 1                                                                       |                                                                         |

## Palmarès

### Club

#### Competizioni nazionali
- Campionato paraguaiano: 1

Libertad: 2022-I
- MLS Supporters' Shield: 1

Inter Miami: 2024